# 科爾德布魯克 (伊利諾伊州)
科爾德布魯克（英語：Coldbrook）是位於美國伊利諾伊州沃倫縣的一個非建制地區。該地的面積和人口皆未知。

## 地理
科爾德布魯克的座標為40°56′51″N 90°31′02″W / 40.94750°N 90.51722°W，而該地的平均海拔高度為235米（即771英尺）。